# 로빈 워런
존 로빈 워런(영어: John Robin Warren, 1937년 6월 11일~2024년 7월 23일)은 오스트레일리아의 병리학자이다. 2005년에 위장 질환의 원인균인 헬리코박터 파일로리를 발견한 공로로 배리 마셜과 함께 노벨 생리학·의학상을 수상했다.

## 수상 경력
- 2005년: 노벨 생리학·의학상